# Banchus gilvus
Banchus gilvus là một loài tò vò trong họ Ichneumonidae.